# Hôtel d’Anvers

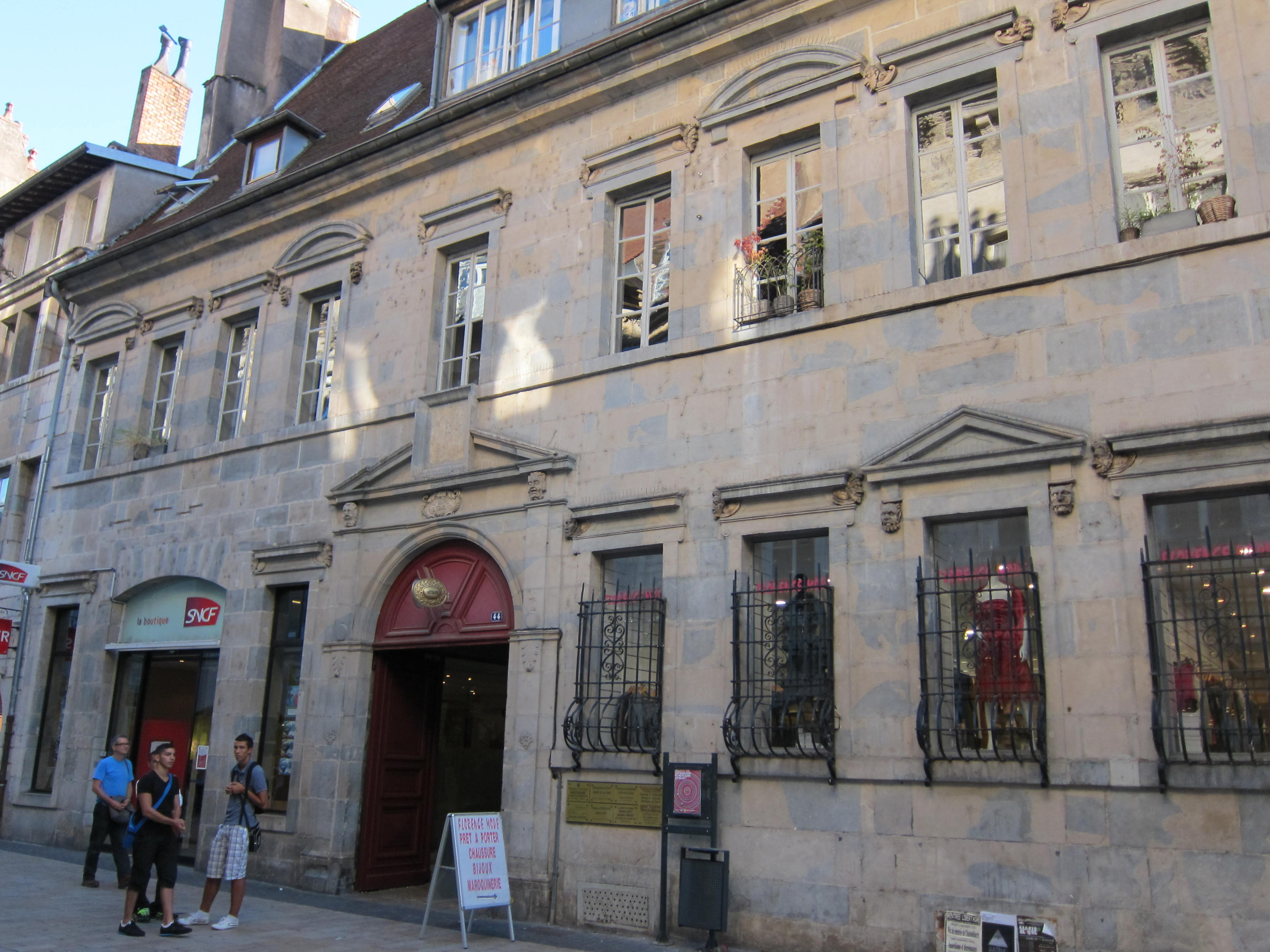
Hôtel d’Anvers in Besançon

Das Hôtel d’Anvers (auch als Hôtel d’Emskerque bezeichnet) in Besançon, einer Stadt im Département Doubs in  der französischen Region Bourgogne-Franche-Comté, ist ein Hôtel particulier aus dem ausgehenden 16. Jahrhundert, das sich an der Grande-Rue Nr. 44 befindet. Das Gebäude ist seit 1994 als Monument historique geschützt.
Das Hôtel d’Anvers wurde von 1585 bis 1590 für ein Mitglied der Notabeln der Stadt errichtet. Während der Revolution wurde es für die Zwecke der staatlichen Verwaltung umgebaut.
Das Gebäude mit einem U-förmigen Grundriss besitzt zur Straßenseite Pilaster und ein schmuckvolles Gesims. Das Portal wird von einem Sprenggiebel bekrönt.